# Докос
Докос (греч. Δοκός) — один из Саронических островов, расположен у берегов полуострова Пелопоннес.
Площадь острова составляет 13,537 км². Наивысшая точка 308 м над уровнем моря. Население насчитывает 18 жителей, по переписи произведённой в 2011 году.
Остров относится к общине Идра, которая входит в периферийную единицу Острова в периферии Аттика.

## Население
| Год  | Население, человек |
| ---- | ------------------ |
| 1991 | 8                  |
| 2001 | 13                 |
| 2011 | 18                 |